# 오스톤 우루노프
오스톤 루스탐 오글리 우루노프(우즈베크어: Oston Rustam oʻgʻli Urunov, 2000년 12월 19일 ~ )는 우즈베키스탄의 축구 선수로, 현재 페르시안 걸프 프로리그의 페르세폴리스에서 공격형 미드필더로 활약하고 있다.

## 구단 경력
오스톤 우루노프는 우즈베키스탄에서 나브바호르와 PFC 로코모티프 타슈켄트에서 활약했다. 그는 우즈베키스탄 슈퍼리그에서 총 55경기에 출전했다.
2020년 2월 10일, 우루노프는 러시아 프리미어리그의 우파와 장기 계약을 체결했다. 2020년 8월 5일, 스파르타크 모스크바는 우파로부터 우루노프와 장기 계약을 체결했다고 발표했다. 2021년 2월 20일, 그는 우파로 임대 복귀했다.
우파에서 임대를 마치고 복귀한 그는 스파르타크로 이적하여 러시아 풋볼 내셔널 리그의 2군 FC 스파르타크-2 모스크바로 이적하였다.
2021년 8월 19일, 그는 또 다른 시즌 임대로 우파로 돌아왔고, 옵션으로 구매할 수 있었다.
2022년 9월 2일, 우루노프는 스파르타크와의 계약이 상호 동의 하에 종료되었다. 같은 날, 우루노프는 우랄 예카테린부르크와 계약을 체결했다. 2022년 10월 25일, 우랄은 상호 동의 하에 우루노프와의 계약을 종료했다.

### 페르세폴리스
2024년 2월 7일, 우루노프는 페르시안 걸프 프로리그 챔피언 페르세폴리스와 18개월 계약을 맺었다.
그는 2024년 3월 8일, 4-2로 이긴 풀라드와의 경기에서 페르세폴리스 소속으로 첫 골을 넣었다.

## 국가대표팀 경력
우루노프는 2019년 6월 2일, 튀르키예와 친선 경기에서 우즈베키스탄 국가대표팀 데뷔 전을 치렀다.
그는 2022년 6월 11일, 마르카지 스타디움에서 열린 몰디브와의 2023년 AFC 아시안컵 예선 경기에서 첫 국제 경기 골을 기록했다.